# Komvoskhinion
Une proposition de fusion est en cours entre Komvoskhinion et Tchotki.
 (juin 2025).

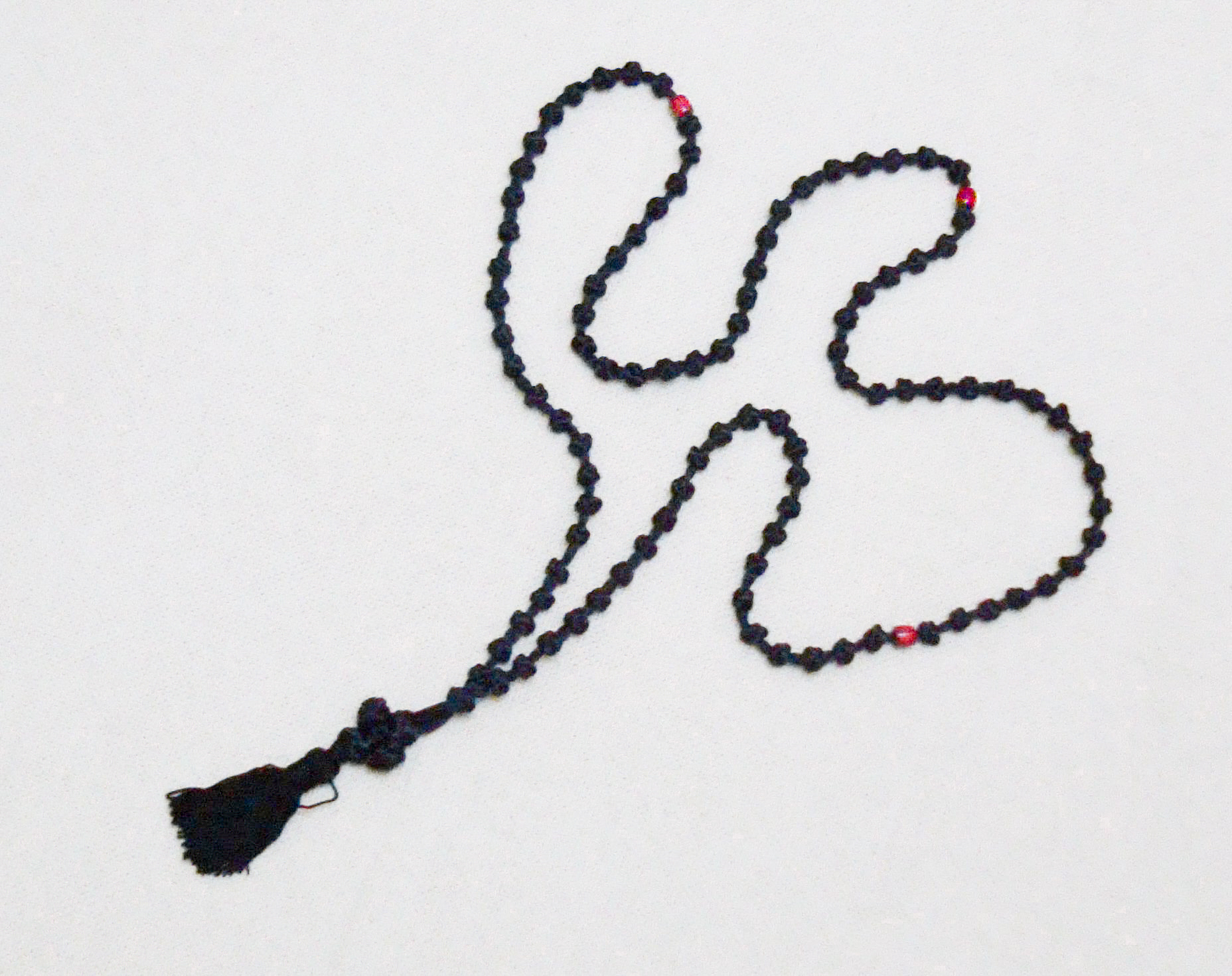
Komboskini.

Un komvoskhinion (en grec moderne : Κομβοσχοίνιον (« cordon à nœuds  »), en russe « lestovka » (лестовка), en slavon tchotki) est un chapelet traditionnel en laine noir dans le christianisme orthodoxe de 33 nœuds (« bracelet ») ou de 50 ou de 100 nœuds, servant surtout à la récitation de la Prière de Jésus : « Seigneur Jésus-Christ, Fils de Dieu, aie pitié de moi, pécheur » (Κύριε Ιησού Χριστέ Υιε του Θεού ελέησόν με τον αμαρτόλον), mais aussi de prières à Marie, mère de Dieu, et aux saints : « Très sainte mère de Dieu, sauve-nous - Saints de Dieu, intercédez pour nous » (Υπεραγία Θεοτόκε Σώσον ημάς - Άγιοι του Θεού πρεσβεύσατε υπέρ ημών), accompagnées de prosternations et métanies.

## Histoire
Le komvoskhinion aurait été inventé par les ermites de la Thébaïde en Égypte, saint Antoine le Grand et Pacôme le Grand, pour remplacer les cailloux qui servaient à compter les prières : l’ange Gabriel aurait visité Pacôme dans son sommeil lui révélant ce moyen, une corde de prière facilitant la concentration de l'esprit. Les komvoskhinion sont en particulier fabriqués au mont Athos.  La laine rappelle que les membres de l’Église sont des brebis de Jésus, et la couleur noire symbolise la contrition des péchés, le but atteint est le don de larmes. Les trente-trois nœuds symbolisent les années de Jésus-Christ, la Croix, sa Passion et le chiffre trois la Trinité.

## Description

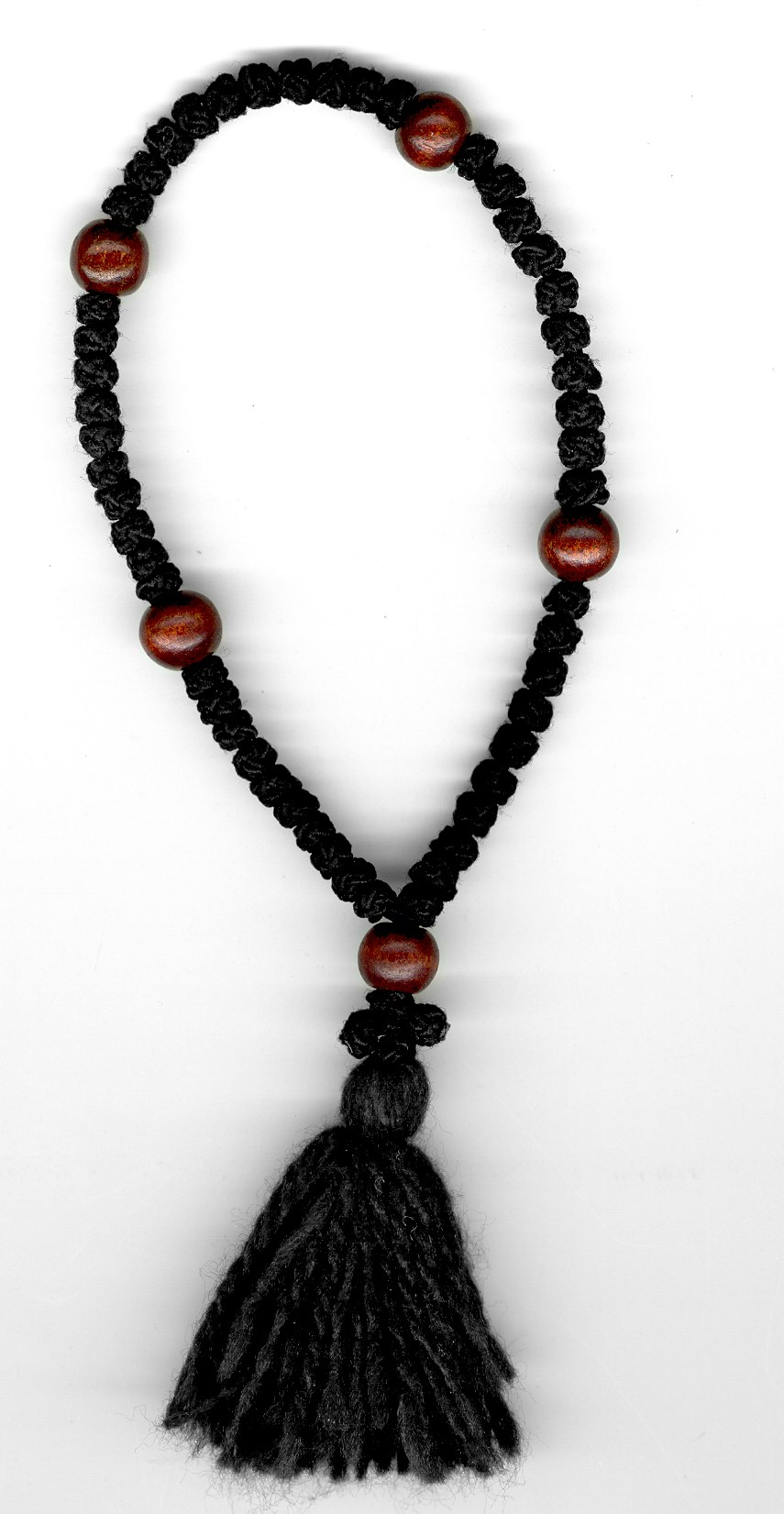
Chotki 50 nœuds

La Chotki Vervitsa des moines russes est faite de 103 nœuds ou grains, séparés par de plus larges grains, dont le premier est suivi par 17 plus petits, le second par 33, le troisième par 40 et le quatrième par 12 petits grains puis vient un petit grain à la fin. Les petits grains sont pour la prière de Jésus et les grands pour la prière à la Mère de Dieu.
Le Psautier est divisé en vingt parties, et la récitation de 300 prières de Jésus équivaut à la récitation d'une partie, si bien que 6 000 prières de Jésus équivalent à la récitation du Psautier au complet. Cette pratique a été introduite par Saint Basile pour ceux qui ne savaient pas lire, et le komvoskhinion permet de compter les centaines.